# Enfer sur mesure
Enfer sur mesure (titre original : To Fit the Crime) est une nouvelle fantastique de Richard Matheson, parue en novembre 1952.

## Publications

### Publications aux États-Unis
La nouvelle paraît pour la première fois dans le magazine Fantastic en novembre 1952.

### Publications en France
Elle a été traduite par Hélène Collon et publiée pour la première fois en France en mars 1999 dans le recueil Derrière l'écran (Richard Matheson: Collected Stories)  paru chez Flammarion puis la même traduction est reprise en 2003 dans le volume poche Nouvelles, tome 1, 1950-1953 et en 2004 dans le recueil Enfer sur mesure et autres nouvelles dans la collection Étonnants classiques . 